# Madarcos
Madarcos é um município da Espanha na província e comunidade autónoma de Madrid, de área 8,46 km² com população de 45 habitantes (2007) e densidade populacional de 3,65 hab/km².

## Demografia
| Variação demográfica do município entre 1991 e 2004 | Variação demográfica do município entre 1991 e 2004 | Variação demográfica do município entre 1991 e 2004 | Variação demográfica do município entre 1991 e 2004 |
| --------------------------------------------------- | --------------------------------------------------- | --------------------------------------------------- | --------------------------------------------------- |
| 1991                                                | 1996                                                | 2001                                                | 2004                                                |
| 33                                                  | 36                                                  | 27                                                  | 31                                                  |